# The Elder Scrolls
The Elder Scrolls (kortweg TES) is een reeks computerrollenspellen (RPG) ontwikkeld door Bethesda Softworks.

## Spellen
De vijf belangrijkste The Elder Scrolls-spellen, Arena, Daggerfall, Morrowind, Oblivion en Skyrim, staan vooral bekend om hun open speelstijl en reusachtige speelwerelden.
- The Elder Scrolls, Chapter I - Arena (1994)
- The Elder Scrolls, Chapter II - Daggerfall (1996)
- The Elder Scrolls, Chapter III - Morrowind (2002)
  - Twee uitbreidingen voor Morrowind: Tribunal (2002) en Bloodmoon (2003)
- The Elder Scrolls, Chapter IV - Oblivion (2006)
  - Twee uitbreidingen voor Oblivion: Knights of the Nine (2006) and Shivering Isles (2007)
- The Elder Scrolls, Chapter V - Skyrim (2011)
  - Een uitbreiding voor Skyrim: The Elder Scrolls V: Dawnguard (2012) (release voor Xbox 360 op 26 juni 2012)
  - Een kleine content uitbreiding voor Skyrim: The Elder Scrolls V: Hearthfire (2012)
  - Een uitbreiding voor Skyrim: The Elder Scrolls V: Dragonborn (2013) (release voor Xbox 360 op 4 december 2012)
- The Elder Scrolls Online (2014)
- The Elder Scrolls VI (n.n.b.)

Daarnaast zijn er nog enkele spellen die zich in dezelfde wereld afspelen maar geen roleplaying-games zijn:
- The Elder Scrolls Legends: Battlespire (1997)
- The Elder Scrolls Adventures: Redguard (1998)
- The Elder Scrolls Travels: Dawnstar (2003)
- The Elder Scrolls Travels: Stormhold (2004)
- The Elder Scrolls Travels: Shadowkey (2004)
- The Elder Scrolls Travels: Oblivion Mobile (2006)

De TES Travels-spellen Dawnstar en Stormhold zijn enkel beschikbaar voor gsm's die over Java beschikken. Shadowkey werd ontwikkeld voor de N-Gage. Morrowind werd uitgebracht voor Microsoft Windows en Xbox, Oblivion voor Windows, Xbox 360 en PlayStation 3.

## Wereld
De wereld van The Elder Scrolls staat bekend om zijn aandacht voor detail, realisme en een complexe en rijke geschiedenis.
De meeste The Elder Scrolls-spellen spelen zich af op het continent Tamriel van de planeet Nirn. Een uitzondering is The Elder Scrolls Legends: Battlespire, dat zich afspeelt tussen de dimensie Oblivion en het rijk der stervelingen. Tamriel is onderverdeeld in 9 provincies en wordt bewoond door tientallen rassen. Daarnaast zijn er nog continenten waar weinig over bekend is: Akavir, Aldmeris, Atmora, Pyandonea, Yokuda en Lyg.

## The Elder Scrolls
The Elder Scrolls zelf zijn profetieën die enkel gelezen kunnen worden door krachtige mystici.